# Francisco Fonseca
José Francisco Fonseca Guzmán (* 2. Oktober 1979 in León), auch bekannt unter dem Spitznamen kikin, ist ein ehemaliger mexikanischer Fußballspieler auf der Position eines Stürmers. 

## Vereinskarriere
Fonseca startete seine Fußballkarriere in der Jugendmannschaft des Club León und wurde später an die Zweitligamannschaften Atlético Yucatán, Unión de Curtidores und CF La Piedad ausgeliehen. Mit La Piedad gelang ihm 2001 der Aufstieg in die Primera División. Zwei Jahre später wechselte er zu den UNAM Pumas aus Mexiko-Stadt, wo er in 71 Ligaspielen insgesamt 25-mal traf und zweimal mexikanischer Meister wurde. Von Januar 2005 bis Juni 2006 spielte er für Cruz Azul. Bevor er im Sommer 2006 zu Benfica Lissabon wechselte, gab es im Januar 2006 Gerüchte um einen Wechsel zu Hertha in die Bundesliga. Bereits ein halbes Jahr später kehrte in seine Heimat zurück, wo er zwischen Januar 2007 und Ende 2010 bei den UANL Tigres unter Vertrag stand. Von 2011 bis 2014 war er für den CF Atlante tätig. Nach einem halben Jahr bei Santos de Guápiles in Costa Rica beendete er Mitte 2014 seine Karriere.

## Nationalmannschaft
Sein Debüt bei der mexikanischen Nationalmannschaft gab kikin am 27. Oktober 2004 beim 2:1-Sieg über Ecuador. 2005 nahm Fonseca am Konföderationen-Pokal in Deutschland teil, wo er in fünf Spielen zwei Tore erzielte. Während der Qualifikation zur Fußball-Weltmeisterschaft 2006 traf er zehnmal (darunter auch vier Treffer beim 5:2-Sieg über Guatemala) und wurde für die Weltmeisterschaft nominiert. Bei der WM 2006 gelang ihm im Vorrundenspiel gegen Portugal in der 29. Minute der 1:2-Anschlusstreffer und Endstand.
Fonseca galt in seinen besten Jahren als einer der beliebtesten Nationalspieler Mexikos.

## Privat
Fonsecas Bruder Enrique starb 16-jährig, als Fonseca zwei Jahre alt war. Den Spitznamen des Bruders (Kikin) übernahm er später.